# Пучков, Николай Ильич
Никола́й Ильи́ч Пучко́в (23 октября 1944, Москва — 25 июня 2010, там же) — российский спортивный комментатор, судья по боксу международной категории, историк бокса. Кандидат химических наук, помощник директора Института физической химии АН СССР.

## Биография
Родился 23 октября 1944 года в Москве.
Занимался боксом в течение 12 лет. В 1971 году стал чемпионом МГС ДСО «Зенит» и кандидатом в мастера спорта. Был спарринг-партнёром двукратного олимпийского чемпиона Бориса Лагутина. В 1973 году стал судьёй высшей категории, а в 1986 — судьёй международной категории ЕАБА. Председатель судейской коллегии по боксу Москвы с 1983 года.
Комментировал бокс на телеканалах «Eurosport» и «Россия-2». Аналитика, мнения и прогнозы Николая Ильича высоко ценились ведущими изданиями и боксёрским сообществом.
Имел научную степень кандидата химических наук и являлся помощником директора Института физической химии АН СССР. 
В 2007 году Пучков снялся в эпизоде фильма «Бой с тенью 2: Реванш».
Последний бой в качестве рефери Н. И. Пучков судил 27 марта 2010 года на юбилейном турнире на призы В. П. Агеева в Балашихе, зафиксировав победу Константина Питернова нокаутом над Бенсоном Мвакембе.
Ушёл из жизни от рака печени 25 июня 2010 года в больнице им. Боткина.